# Förnuft
Förnuft (fornsvenska fornuft, tyska Vernunft) avser de kognitiva delarna av en människas psyke som ger upphov till tanken. Förnuft är människans förmåga till tänkande, gott omdöme och sunt beslutsfattande. Förnuftets natur har gett upphov till en rad filosofiska frågeställningar. Medan vissa menar att förnuftet står i opposition till känslor hävdar andra – exempelvis David Hume – att förnuftet aldrig kan generera handlingar av sig självt. Svaret på denna och andra närliggande frågor har vida konsekvenser inom olika filosofiska områden, exempelvis etiken. Förnuft kan anses vara en filosofisk term med många betydelser, bland annat högre insikt.Descartes hävdar att kunskap kommer ur förnuftet. Bacon menar att kunskap om världen inte kommer från ett förnuftigt resonemang utan kunskapen kommer från våra erfarenheter. Richard Price och Mary Wollstonecraft anser att förnuftet är förmågan att avgöra vad som är rätt och fel, med andra ord har förnuftet en viktig roll i moralen, dvs hur vårt handlande sker i verkligheten. Wollstonecraft argumenterar för att förnuftet utvecklas genom utbildning och genom erfarenheter. Människan har fått sitt förnuft av Gud i skapelsen, konstaterar Wollstonecraft. Christer Sturmark skriver att  "Med förnuftet och en undersökande nyfikenhet kan vi söka oss mot sann kunskap om verkligheten."  Vidare menar Sturmark att det är viktigt att vi har en balans mellan känsla och förnuft. just för att vi i hög grad styrs av känslor behöver förnuftet utvecklas systematiskt.